# Happiness Runs
Happiness Runs è un film del 2010 diretto da Adam Sherman ed interpretato da Mark L. Young, Hanna R. Hall, Rutger Hauer ed Andie MacDowell.

## Trama
In una comunità hippie nata negli anni '70, convive un gruppo di persone, tra adulti e giovani. La storia si concentra principalmente sul giovane Victor, Becky e gli altri giovani della comunità, ma anche su Insley, un anziano della comunità che persuade le donne a fare sesso con lui e gli altri uomini privandole poi anche di tutti i loro beni materiali.
Quando Becky, l'amore d'infanzia di Victor, torna per prendersi cura di suo padre gravemente malato, Victor inizia ad essere perseguitato da visioni della morte della ragazza. Nel tentativo disperato di salvare se stesso e Becky, Victor progetta di fuggire dalla comune e si mette a vendere marijuana per ottenere il denaro necessario alla fuga.

## Distribuzione
Il film è stato distribuito nei cinema statunitensi nel 2010 dalla Strand Releasing.

## Accoglienza

### Botteghini
Girato con un budget stimato di 1.200.000 dollari, il film ne ha incassato in totale solamente 7.199.

### Critica
Happiness Runs detiene un punteggio di approvazione del 17% su Rotten Tomatoes, basato su dodici recensioni con una valutazione media di 3,33/10. Christian Blauvelt di Slant Magazine ha assegnato al film tre stelle su quattro. Stephen Garrett di Time Out ha assegnato al film una stella su cinque.